# セイブヒキガエル
セイブヒキガエル（Anaxyrus boreas）は、両生綱無尾目ヒキガエル科Anaxyrus属に分類されるカエル。

## 分布
アメリカ合衆国（アイダホ州、アラスカ州、オレゴン州、カリフォルニア州、コロラド州、ニューメキシコ州、ネバダ州、モンタナ州、ユタ州、ワイオミング州、ワシントン州）、カナダ（アルバータ州、ブリティッシュコロンビア州、ノースウエスト準州、ユーコン準州）、メキシコ（バハカリフォルニア州）

## 形態
体長6.2 - 12.8センチメートル。背面の体色は灰褐色や緑褐色。正中線に沿って白や淡黄色の細い筋模様が入り、疣には黒い斑紋が入る。
頭部に骨質の隆起がない。耳腺は卵型で、上瞼よりもやや大型。
オスは皮膚がより滑らかで、黒色斑が少ない。

## 分類
以下の和名は松井(2000)に従う。
Anaxyrus boreas boreas (Baird & Girard, 1852) キタヒキガエル
Anaxyrus boreas halophilus (Baird & Girard, 1853) カリフォルニアヒキガエル

## 生態
草原や森林・湿原・砂漠内にある河川や泉の周辺・農耕地など様々な環境に生息する。倒木や岩の下、他の動物の古巣・自分で掘った巣穴の中などで生活する。
繁殖様式は卵生。1 - 7月に水たまりなどで繁殖する。

## 人間との関係
ペットとして飼育されることもある。
農地開発や水質汚染により生息数が減少している。カエルツボカビ症などによる生息数の減少も報告されている。多くの分布域で生息数の減少が報告されており、特にコロラド州やワイオミング州では1970年代と1990年代に大規模な減少が報告されている。2015年現在は分布が広域なことと、激減したのが数世代前であることから、絶滅のおそれは低いと考えられている。

## 画像

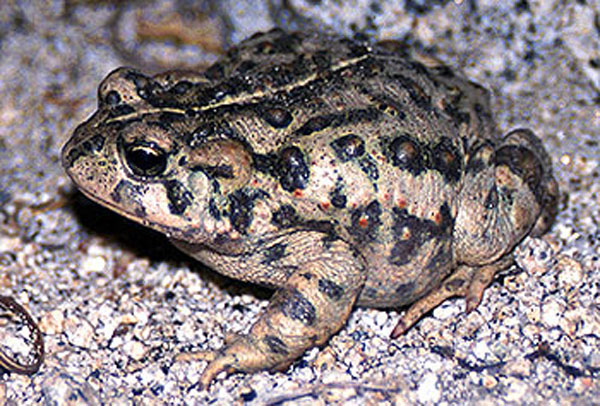
亜種カリフォルニアヒキガエル A. b. halophilus